# 青铜大鸟头

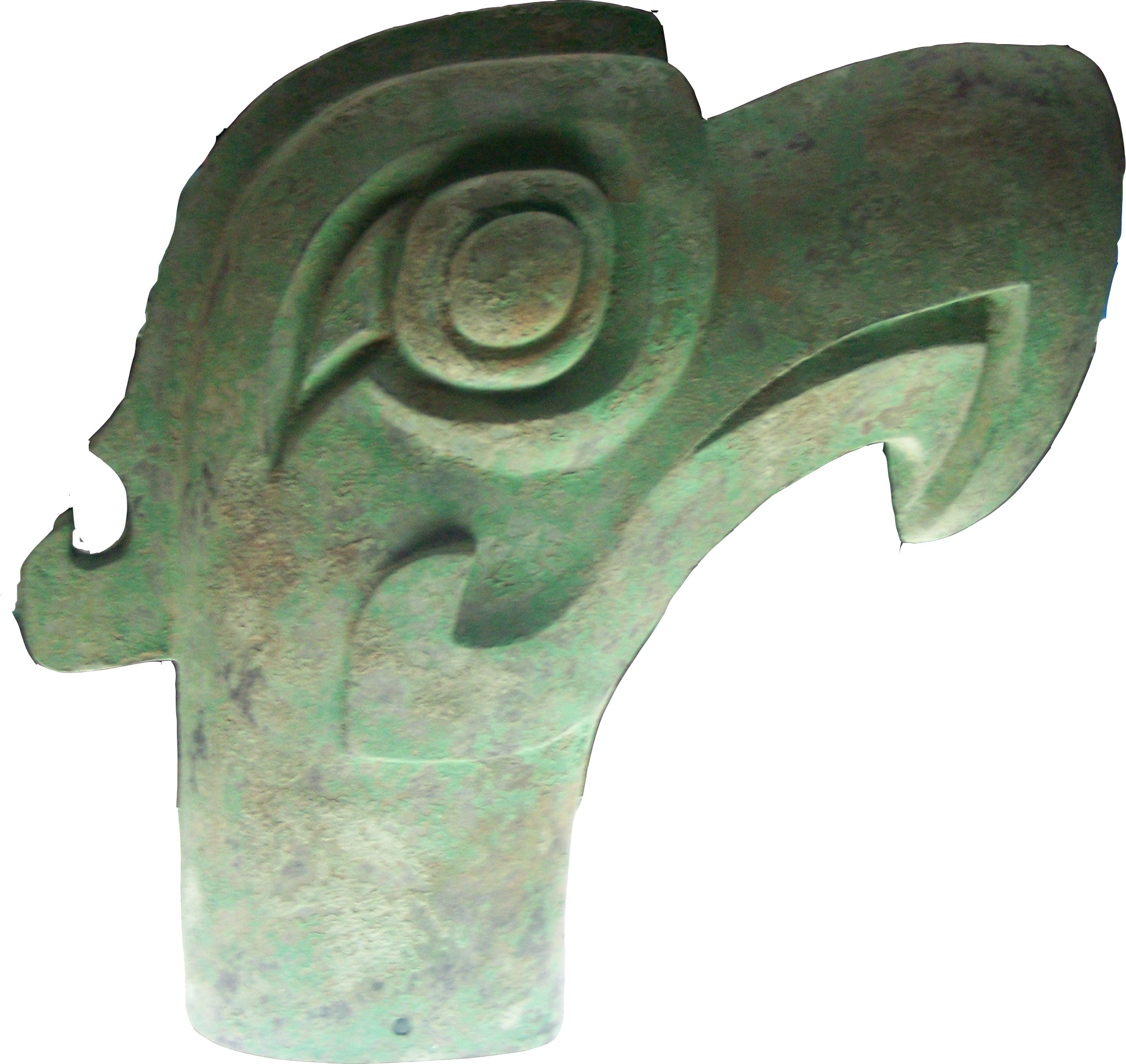
青铜大鸟头

青铜大鸟头是在三星堆出土的鸟类造型文物中形态最大的一样。鸟头通高40.3厘米，形象颇富雄浑壮伟之气势，是三星堆最具代表性的文物之一。
作为远古时代图腾遗存及自然崇拜、神灵崇拜、祖先崇拜之物，鸟与蜀族关系极为密切。几代蜀王直接以鸟为名。